# Христо Попхристов
Христо Попхристов (изписване до 1945 година: Христо попъ Христовъ) е български духовник и революционер от ΧΙΧ век.

## Биография
Христо Попхристов е роден в град Крушево, тогава в Османската империя. Става духовник и участва в Охридското съзаклятие и в заседанието в Слепченския манастир. При разкритието на заговора през пролетта на 1881 година е арестуван от османските власти и заточен на Родос.